# アレクシオス5世 (トレビゾンド皇帝)
アレクシオス5世メガス・コムネノスまたはアレクシオス・スカンタリオス・メガス・コムネノス（ギリシア語: Ἀλέξιος Σκαντάριος Μέγας Κομνηνός; 1454年 – 1463年11月1日）は、トレビゾンド皇帝（在位: 1460年4月）。叔父のヨハネス4世メガス・コムネノスの跡を継いで即位したが、間もなく他の叔父であるダヴィド・メガス・コムネノスに廃位された。
ヨハネス4世とダヴィドの兄弟アレクサンドロス・メガス・コムネノスの、知られている限り唯一の息子にあたる。アレクサンドロスはヨハネス4世の治世の後期に共同皇帝を務めたが、ヨハネス4世より先に1459年に死去した。翌年にヨハネス4世も死去するとアレクシオス5世が即位したが、ほぼ即座にダヴィドが有力なカバズィテス家の支持を受けてアレクシオス5世を廃位し、みずから帝位についた。
1461年にトレビゾンドがオスマン帝国に攻略され滅亡し、さらに2年後の1463年、ダヴィドがスルタンのメフメト2世に対して反逆を企てたと告発されたことで、一家共々コンスタンティノープルで処刑された。

## 生涯

### 登位の背景
1454年、アレクシオスはトレビゾンド共同皇帝アレクサンドロス・メガス・コムネノス とレスボス島の主ドリーノ1世ガッティルシオの娘マリア・ガッティルシオの間の一人息子として生まれた。史料上ではスカンタリオスとも呼ばれるアレクサンドロスは、トレビゾンド皇帝アレクシオス4世メガス・コムネノス（在位: 1417年 - 1429年）
の子で、もとは後継者に指名されていた。しかしアレクシオス4世は1429年に暗殺され、アレクサンドロスの長兄ヨハネス4世メガス・コムネノス（在位: 1429年 - 1460年）
が帝位についた。当初ヨハネス4世はアレクサンドロスと反目していたものの、最終的に和解して1450年代に彼を共同皇帝・後継者とした。これはヨハネス4世に息子がいなかったこと、またもう一人の弟ダヴィドよりはアレクサンドロスの方が良いと判断したためであった。しかしアレクサンドロスはヨハネス4世より先に死去し、残された幼いアレクシオスがヨハネス4世の後継者となった。

### 即位と廃位
1460年4月にヨハネス4世が死去すると、アレクシオス5世は極めて短期間帝位についた。しかしほとんど即座にダヴィドに廃位され、位を奪われた。ダヴィドは成人しており軍人としても経験を積んでおり、アレクシオス5世より自分の方が皇帝にふさわしいと考えていた。貴族のカバズィテス家に支持されたダヴィドの簒奪は非常に円滑かつ速やかに進展したため、同時代史料やすぐ後の時代の史料の中にはヨハネス4世死後ダヴィドが直接帝位を継承したとしているものもある。しかし同時代の歴史家ラオニコス・ハルココンディリス は、ダヴィドが幼い甥から帝位を奪ったのだとしている。

### 帝国の滅亡と死
アレクシオス5世の廃位から死までの動向は明確には分かっていない。文献によって、ペラで亡命生活を送っていた、コンスタンティノープル郊外で暮らしていた、トレビゾンドにとどまったなど諸説ある。より後世の史料では、オスマン帝国スルタンのメフメト2世が幼いアレクシオスを自分の小姓にしたという説も見られる。1461年8月15日、メフメト2世がトレビゾンドを征服し、ダヴィドとその家族にエディルネに住むことを認めた。しかし1463年、メフメト2世はダヴィドらが反逆の陰謀を企んでいると糾弾した。おそらくこれは、当時トレビゾンド帝室の縁者である白羊朝のウズン・ハサンが一時的にトレビゾンドを占領していたことが影響している。この時、アレクシオスはダヴィドやその息子たちとともに暮らしていた。反逆の告発があった後、アレクシオスはいったんイスラームに改宗したが、すぐまたキリスト教徒に戻った。1463年11月1日、アレクシオスはダヴィドやその息子たちとともに、コンスタンティノープルで処刑された。2013年7月、正教会はアレクシオスら処刑された者たちを列聖した。